# Édouard Delalain
Pour les articles homonymes, voir Delalain.
Édouard Delalain, né le 11 février 1805 à Paris, ville où il est mort le 27 avril 1889 en son domicile dans le 7e arrondissement, est un auteur dramatique et écrivain français.

## Biographie
Fils d'un marchand de drap, bibliothécaire de la Société des publications populaires, certaines de ses pièces ont été écrites sous le pseudonyme de Léon de Villiers. Ses pièces ont été représentées sur les plus grandes scènes parisiennes du XIXe siècle : Théâtre de l'Ambigu-Comique, Théâtre de la Gaîté, Théâtre des Folies-Dramatiques, etc. 
Il est connu pour un portrait de lui par Jean-Baptiste Camille Corot qui a aussi peint sa femme, son fils et ses deux filles. Pablo Picasso achète son portrait en 1928.

## Œuvres
- La Caisse d'épargne, comédie-vaudeville en 1 acte, avec Déaddé, Paris, théâtre des jeunes élèves de M. Comte, 1er octobre 1836.
- Le Forgeron, drame-vaudeville en 1 acte, avec Déaddé, Paris, Porte-Saint-Antoine, 1er juin 1837
- La Fabrique, drame-vaudeville en 3 actes, imité d'un conte de l'atelier de Michel Masson, avec Déaddé, Paris, Théâtre de la Porte-Saint-Antoine, 18 août 1838
- Une histoire de voleurs, drame-vaudeville en 1 acte, avec Déaddé, Paris, Porte-Saint-Antoine, 21 mars 1838
- Rose et Colas, ou Une pièce de Sedaine, comédie-vaudeville en 2 actes, avec Deaddé et Victor Ratier, Paris, Porte Saint-Antoine, 27 septembre 1838
- Sous la Régence, comédie-vaudeville en 1 acte, avec Déaddé, Paris, Porte-Saint-Antoine, 28 juillet 1838
- Pédrilla, comédie-vaudeville en 1 acte, Paris, Folies-Dramatiques, 14 août 1839
- Les Femmes et le Secret, vaudeville en 1 acte, avec Déaddé, Paris, Ambigu-Comique, 11 juin 1843
- La Perle de Morlaix, drame-vaudeville en 3 actes, avec Déaddé et Hippolyte Hostein, Paris, Gaîté, 27 mai 1843
- Tablettes d'un mobile, journal historique et anecdotique, 1871
- Paris sauvé !!! ou la Débâcle de la Commune, 1871
- Légendes historiques de Ste Geneviève..., précédé d'une lettre de Édouard Déaddé, 1872
- Les Derniers Jours de la Commune, 1873
- Le Siège de Paris (du 18 septembre 1870 au 28 janvier 1871), journal historique et anecdotique, 1874